# بتا-آلانین
بتا-آلانین (به انگلیسی: Beta-Alanine) یک ترکیب شیمیایی با شناسه پاب‌کم ۲۳۹ است. که جرم مولی آن 89.093 g/mol می‌باشد.یکی از ترکیبات اصلی تولید قدرت در بدن و استقامت عضلات و محاسبات مغزی بدون دخالت مخچه میباشد. این ترکیب باداشتن قدیمی ترین عنصر تولید کننده عضله بنام کاربولان و اعداد مختلف مندلیوف در یک بازه ی زمانی کوتاه این آلانین و بتاهای مشابه مانند بتاکارنتین میباشد. سرعت بالای جذب این ترکیب قابل توجه است.
برخی از میوه ها و سبزیجات به‌طور طبیعی دارای این ترکیب هستند. مانند نارنگی و سیب قرمز و کرفس